# CJRS (1510 kHz)
Pour les articles homonymes, voir CJRS.
CJRS, aussi appelée Radio Sherbrooke, est une station de radio de langue française située à Sherbrooke (Québec) et qui a été en ondes de 1967 à 1994.
La diffusion se fait sur 1510 kHz sur la bande AM, avec une puissance durant la journée de 10 000 watts, puis de 50 000 watts à partir de 1978.

## Histoire
En 1965, Raymond Crépault, propriétaire de CJMS à Montréal, fait la demande de création d'une nouvelle station AM à Sherbrooke. La nouvelle station est mise en ondes le 11 septembre 1967 et fait partie du réseau Radiomutuel. Les premiers studios sont situés au 2675 rue King Ouest, dans l'édifice abritant le salon de quilles Lorraine, et le premier gérant est Serge Raymond. La période 1967-1972 est considérée comme l'âge d'or de CJRS, celle-ci obtenant d'excellentes cotes d'écoute et étant, selon des employés de l'époque, proche de son auditoire.
En 1982, la station fait face à des difficultés financières et doit mettre à pied une partie de son personnel. En 1985, CJRS est acquise par CJRS Radio-Média inc., dont l'actionnaire principal est Claude Boulard, déjà propriétaire de la station CIMO-FM. Le nouveau propriétaire se départ de ses stations deux ans plus tard et Radiomutuel redevient propriétaire de CJRS, alors que la station emménage dans de nouveaux locaux au 3395 de la rue King Ouest. La station est ainsi identifiée comme « CJRS-Rétro 1510 » et le directeur général est André Côté. Cependant les choses ne vont pas très bien puisqu'en juin 1991, Radiomutuel cesse toute programmation locale à CJRS et en fait une simple antenne de retransmission de CJMS Montréal. La chute de l'auditoire et les difficultés financières sont les raisons invoquées, CJRS étant largement devancé par sa rivale CHLT au niveau des cotes d'écoute. 
Le 30 septembre 1994, au cours d'une journée qui a été appelée le vendredi noir de la radio, l'annonce est faite que Télémédia et Radiomutuel fusionnent leurs activités radiophoniques sur la bande AM en créant un nouveau réseau appelé Radiomédia dont ils sont propriétaires à parts égales. Dans chacun des six marchés auxquels les deux réseaux sont présents, la station qui a le meilleur signal reste à l'antenne, et l'autre est fermée. À Sherbrooke c'est la station CHLT qui est conservée. Le permis de la station est révoqué par le Conseil de la radiodiffusion et des télécommunications canadiennes (CRTC) le 2 novembre 1994.